# Endogone
Endogone Link – rodzaj grzybów z typu Mucoromycota.

## Charakterystyka
W 2024 r. Index Fungorum przytoczył około 30 gatunków należących do rodzaju Endogone. Są rozprzestrzenione na całym świecie. W zależności od gatunku wydzielają zapach cebuli, przypalonego cukru lub ryb. Są to głównie grzyby podziemne, tworzące sporokarpy o średnicy od kilku milimetrów do 2–3 cm, zawierające gęsto splecione strzępki i zygospory. Sporokarpy występują zazwyczaj w glebie bogatej w próchnicę lub w próchniejących liściach, czasami także w mchach jako grzyby mszakolubne. Pod względem sposobów odżywiania się są to grzyby saprpotroficzne lub ektomykoryzowe.
Endogone pełnią ważną rolę w poprawie struktury gleb ubogich w składniki odżywcze. Występują np. na wydmach, a rośliny wydmowe są zależne od nich pod względem wzrostu i sukcesu ekologicznego: grzybnia grzyba pomaga agregować i stabilizować piasek w sieci strzępek, nadając mu spójność i pomagając roślinom na wczesnym etapie ich rozwoju w zapuszczaniu korzeni. Grzyby za pomocą swojej grzybni wyłapują również i wiążą fragmenty materiału organicznego, takiego jak rozkładające się korzenie i kłącza.

## Systematyka
Pozycja w klasyfikacji według Index Fungorum: Endogonaceae, Endogonales, Incertae sedis, Endogonomycetes, Mucoromycotina, Mucoromycota, Fungi.
Takson utworzył Johann Heinrich Friedrich Link w 1809 r. Typem nomenklatorycznym jest 'Endogone pisiformis Link. Synonim: Youngiomyces Y.J. Yao 1995.
Gatunki występujące w Polsce:
- Endogone aurantiaca Błaszk. 199
- Endogone maritima Błaszk., Tadych & Madej 1998

Nazwy naukowe według Index FungorumWykaz gatunków według W. Mułenki i innych